# Ortodydaktyka
Ortodydaktyka – dział dydaktyki ogólnej zajmujący się ustaleniem zasad, celów i przebiegu procesów kształcenia osób z niepełnosprawnością intelektualną.
Ortodydaktyka jest dziełem dydaktyki, która prostuje, wyrównuje, poprawia, koryguje zaburzenia rozwojowe uczniów wykazujących trudności w nauce. Opiera się na naukowych podstawach metod rewalidacji i resocjalizacji. Zajmuje się kształceniem jednostki dla której wskazania dydaktyki ogólnej nie są wystarczające.
Zasady ortodydaktyki według Lipkowskiego:
- zasada życzliwej pomocy,
- zasada kształtowania pozytywnej atmosfery pracy,
- zasada aktywności w nauce,
- zasada dominacji wychowania,
- zasada indywidualizacji,
- zasada treści kształcących (dostosowanie treści kształcących do typu psychicznego dziecka).